# اندیس زه آباد
زه آباد یک اندیس فلزی است که در حوالی شهر ابهر استان قزوین قرار دارد و مادهٔ معدنی موجود در آن، نقره است.  